# Potsdam (New York)
Potsdam è un comune degli Stati Uniti d'America, situato nello stato di New York, nella contea di St. Lawrence.